# Chiesa di Sant'Andrea Apostolo (Volterra)
La chiesa di Sant'Andrea Apostolo si trova a Volterra, in provincia di Pisa, diocesi di Volterra.
Il complesso monastico degli Olivetani, intitolato a Sant'Andrea Apostolo, fu costruito nel XIV secolo; la chiesa, già esistente nel XII secolo, è indicata "in postierla" perché costruita presso una piccola porta nel ricorso del circuito murario etrusco del V secolo a.C.
Oggi è sede del seminario vescovile.
La chiesa, ad un'unica navata, costituisce l'unico esempio di stile barocco all'interno del circuito murario di Volterra con i suoi stucchi del XVIII secolo, le strutture architettoniche e gli ornamenti degli altari e delle cappelle.
Al suo interno spicca una Madonna con Bambino di Taddeo di Bartolo sull'altare della cappella dei seminaristi. 
Vi sono anche opere del volterrano Giuseppe Arrighi, scolaro di Baldassarre Franceschini, e del senese Francesco Vanni; pregevoli gli intagli degli stalli del coro e la cattedra di foggia gotica, ma del XV secolo.